# Bertil Olofsson
Bertil Olofsson var fram till februari 2010 chef för polisens Nationella insatsstyrka (NI). Olofsson var delaktig i styrkans skapande 1991 (då under namnet Beredskapsstyrkan mot terrorism). Hans befattning inom polisen dessförinnan var som chef för piketen.